# ساختمان سیتی‌اسپایر سنتر

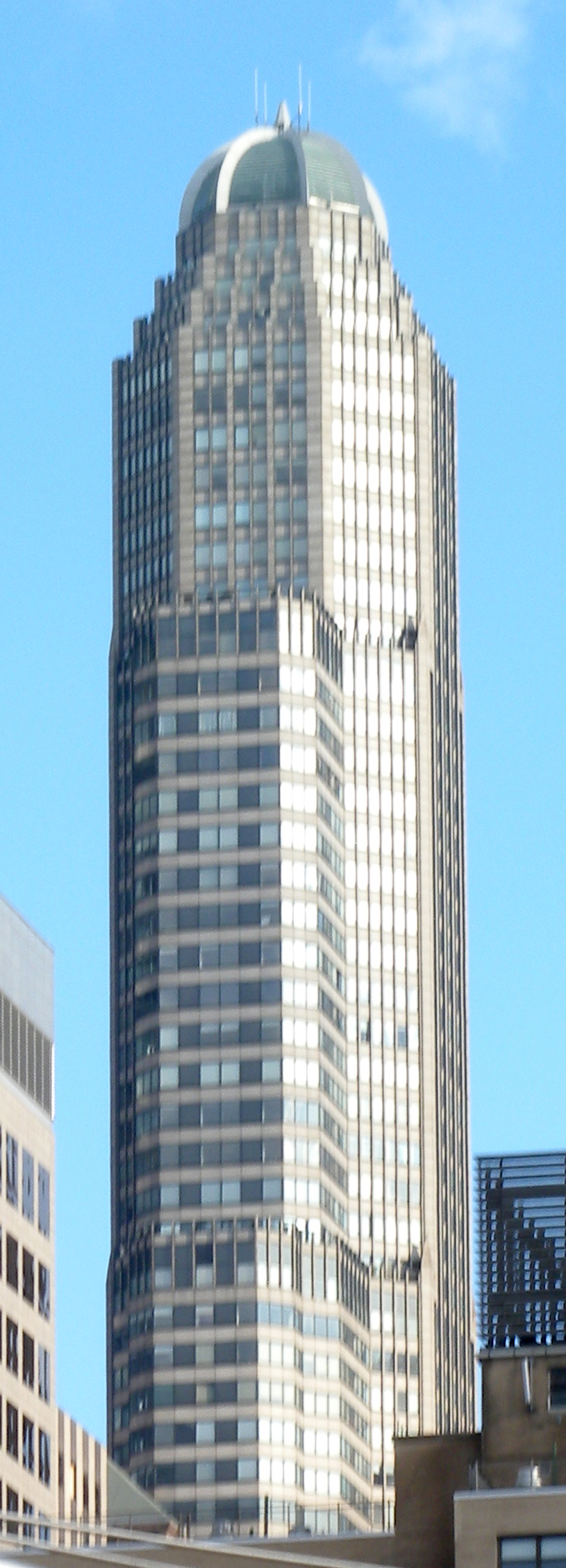
ساختمان سیتی‌اسپایر سنتر در منهتن، نیویورک

سیتی‌اسپایر سنتر (به انگلیسی: CitySpire Center) بلندترین آسمان‌خراش با کاربری مختلف در منهتن در نیویورک در ایالات متحده آمریکا است. این ساختمان در ضلع جنوبی خیابان پنجاه‌وششم، بین خیابان‌های ششم و هفتم قرار دارد. ساخت سیتی‌اسپایر سنتر در ۱۹۸۷ پایان یافت. سیتی‌اسپایر سنتر با ۲۴۸ متر ارتفاع و ۷۵ طبقه یازدهمین ساختمان بلند در نیویورک، چهل‌ودومین ساختمان بلند در ایالات متحده آمریکا و یکصدوبیست‌وسومین ساختمان بلند در جهان است.
کمی بعد از اتمام ساخت سیتی‌اسپایر سنتر، ساکنین نزدیک ساختمان، از صدای نویزی سوت مانندی شکایت می‌کردند که بعدها رفع شد. این صدا از دمنده هوایی که درگنبد تزیینی در سقف ساختمان بود ناشی می‌شد.
هنگامی که سیتی‌اسپایر سنتر کامل شد، دومین برج بتونی بلند در جهان بود.
معمار این بنا هلموت یان است.